# Gissey-sous-Flavigny
 Gissey-sous-Flavigny  là một xã ở tỉnh Côte-d’Or trong vùng Bourgogne-Franche-Comté, phía đông nước Pháp. Xã Gissey-sous-Flavigny nằm ở khu vực có độ cao trung bình 281 mét trên mực nước biển.